# بیا بهشت را ببین
بیا بهشت را ببین (انگلیسی: Come See the Paradise) فیلمی در ژانر رمانتیک، جنگی و درام به کارگردانی آلن پارکر است که در سال ۱۹۹۰ منتشر شد.

## خلاصه فیلم
«جک مک‌گارن» به لس آنجلس می‌رود. او در یک سالن نمایش مشغول به کار شده و عاشق دختر رئیسش «لیلی کاوامورا» می‌شود. اما او توسط پدر دختر اخراج شده و به همراه او به سیاتل فرار می‌کند…